# Apogonia rizali
Apogonia rizali är en skalbaggsart som beskrevs av Heller 1897. Apogonia rizali ingår i släktet Apogonia och familjen Melolonthidae. Inga underarter finns listade i Catalogue of Life.